# Tratado de Seyssel
O Tratado de Seyssel, assinado em 1124, é um acordo pelo qual o conde de Genebra Aimão I de Genebra, reconhece a independência do poder temporal sobre a cidade de Genebra, ao bispo à l'évêque Humberto de Grammont .
Na luta pelo poder sobre a cidade de Genebra entre os bispos e os condes de Genebra, o Papa Calisto II delega ao arcebispado metropolitano de Viena, o cargo de regularizar o conflito.[carece de fontes?]
A disputa só terminou em 1124 com a assinatura do Tratado de Seyssel, numa comuna francesa desse nome no departamento de Ain, que não regulariza todas as divergências pelo que há um acordo de Saint-Sigismond em 1156 e duas sentenças posteriores, 1164 e 1184 .